# Interpretaciones de 2001: Una odisea del espacio
Desde su estreno en 1968, multitud de personas han  analizado y realizado interpretaciones de 2001: Una odisea del espacio, desde críticos de cine profesionales hasta fanáticos de la ciencia ficción, pasando por escritores aficionados. El director, Stanley Kubrick, y el escritor, Arthur C. Clarke, quisieron dejar la película abierta a una interpretación filosófica y alegórica. Así, las secuencias finales se presentan deliberadamente sin un hilo conductor claro, como ilustra crípticamente el último fotograma: la imagen del embrionario “Starchild” (niño estelar) que aparece flotando en el espacio.

## Apertura a la interpretación
Kubrick animaba a que los espectadores explorasen e interpretasen a su modo la película, y siempre se negó a dar explicaciones sobre lo que sucede en ella. Más bien, prefirió dejar que la audiencia desarrollase sus propias ideas y teorías. En una entrevista concedida en 1968 a la revista Playboy, declaró:

«Los espectadores son libres de especular a su antojo sobre el significado filosófico y alegórico de la película, lo que indicará que se ha logrado una profunda fascinación sobre el público, pero no es mi deseo cartografiar verbalmente 2001, ya que en ese caso, los espectadores se sentirían obligados a encontrar algo determinado y, en caso de no hacerlo, sentirían que se pierden algo».

No estuvo nunca en el ánimo de ninguno de los dos creadores que dejar la película abierta a interpretaciones fuera comparable a dejarla vacía de contenido, aunque pudiera parecer que Clarke lo insinuara cuando, poco después del estreno de la película, declaró que «[si] alguien comprende la película la primera  vez que la vea, habremos fracasado en nuestro propósito». Cuando se le contó el comentario, Kubrick dijo: «Creo que fue [el comentario] en tono jocoso. La auténtica naturaleza de la experiencia visual de 2001 es provocar en el espectador una reacción instantánea y visceral, que no necesita ni debería necesitar ampliación alguna»." Cuando se le dijo a Clarke que Kubrick había calificado su comentario de gracioso, respondió:

«Sigo opinando lo mismo, lo que no quiere decir que no se pueda disfrutar completamente de la película la primera vez que se ve. Lo que quise decir fue que, al estar tratando sobre los misterios del Universo y sobre fuerzas y poderes más allá de la comprensión humana, no se puede, por definición, ser totalmente comprensible. Sin embargo, hay al menos una estructura lógica (a veces más) detrás de todo lo que sucede en la pantalla y, al contrario de lo que opinan algunos críticos, el final de 2001 no está compuesto de una serie de enigmas fortuitos».

En una discusión posterior con Joseph Gelmis, Kubrick declaró que su objetivo principal era, por un lado, evitar la «verbalización intelectual» y, por otro, llegar al «subconsciente el espectador». Afirmó que él no había forzado deliberadamente la ambigüedad de la película, sino que ésta fue el resultado inevitable de haberla rodado sin palabras, a pesar de lo cual reconoció que tal ambigüedad se había convertido en un valiosísimo activo para la película. En ese momento, se mostró dispuesto a dar una explicación más o menos clara del argumento de la obra a lo que él llamaba el «nivel más simple», pero sin entrar a discutir la interpretación metafísica de la película, tarea que debía dejarse para el espectador.

## La novela de Clarke como explicación
Arthur C. Clarke desarrolló su novela homónima al tiempo que se rodaba el film, aunque la publicó tras el estreno, y parece dar una explicación más clara del final de la película. La novela de Clarke identifica explícitamente el monolito como una herramienta creada por una raza extraterrestre que ya ha pasado a través de varias fases de evolución, partiendo de formas orgánicas hasta alcanzar formas biomecánicas, para llegar finalmente a un estado de energía pura. Estos alienígenas se dedican a navegar por el cosmos ayudando a especies inferiores en su avance evolutivo. En el libro, se explica la secuencia de la habitación del hotel comparándola con una especie de zoológico alienígena desarrollado a partir de la información extraída de la interceptación de emisiones de televisión terrícolas. Es en este «zoo» donde las entidades alienígenas invisibles estudian a David Bowman, hechos estos que la película de Kubrick no confirma.
A quienes se quedaron desconcertados con la película, el físico Freeman Dyson les instaba a que leyeran la novela de Clarke:

«Leí el libro de Arthur C. Clarke tras ver Odisea en el espacio, y lo encontré fascinante e intelectualmente satisfactorio, lleno de una tensión y una claridad de las que carece la película. Todas las partes de la película que resultan vagas o difíciles de entender (en especial, el principio y el final), se vuelven claras y convincentes en el libro, por lo que a aquellos de mis amigos de mediana edad a quienes la película les resulta confusa, les recomiendo que lean el libro, cosa que sus hijos adolescentes no necesitan».

El mismo Clarke recomendaba la lectura del libro: «Siempre le decía a la gente, "Leed el libro, ved la película y repetid el tratamiento tantas veces como sea necesario"», aunque, como afirma su biógrafo Neil McAleer, en ese momento Clarke estaba promoviendo su libro. En otro sitio, dijo: «Encontraréis mi interpretación en la novela, que no coincide necesariamente con la de Kubrick. Tampoco la suya es necesariamente la “correcta", lo que quiera que esto signifique».
En 1971, la crítica cinematográfica Penelope Houston comentó que hay aspectos clave en los que la novela se diferencia de la película, por lo que quizá no deberían tomarse como llave maestra para despejar dudas.
Stanley Kubrick era reacio a etiquetar el libro como la interpretación definitiva de la película, aunque, durante las entrevistas, también solía negarse a debatir posibles significados más profundos. En una de ellas, con Joseph Gelmis en 1969, explicó:

«Por supuesto, es un tipo totalmente diferente de experiencia, y existen una serie de distinciones entre el libro y la película. Por ejemplo, la novela intenta aclarar cosas de modo mucho más explícito que la película, lo cual resulta inevitable en un medio verbal. La novela surgió después de que, al comienzo mismo de la película, hiciéramos una escaleta de 130 páginas. La escaleta inicial se cambió posteriormente en el guión que, a su vez, fue cambiando durante el transcurso del rodaje. Pero Arthur utilizó todo el material existente, además de algunas partes del metraje sin editar, y escribió la novela. 
Como resultado, hay diferencia entre la novela y la película. (...) Creo que las divergencias entre las dos obras son interesantes. En realidad, que alguien escribiera una obra literaria esencialmente original, basada en  breves vistazos y segmentos de una película que no había llegado a ver en su totalidad, fue una situación sin precedentes».

En Stanley Kubrick: Biografía, el autor Vincent Lobrutto se decantó por señalar diferencias creativas que llevaban hacia una separación de significados entre el libro y la película:

«La película tomó vida a medida que se rodaba, y Clarke empezaba a sobrar. Es probable que Kubrick pudiera haber grabado 2001 a partir de una escaleta, ya que mucho de lo que escribió Clarke -especialmente ciertas extrañas voces en off explicando el nivel de inteligencia alcanzado por los homínidos, el estado geológico del mundo en el momento del amanecer del ser humano, los problemas de vivir en el Discovery, y muchas más cosas- se descartó durante los últimos días de edición, junto con la explicación de la avería de HAL».

## Interpretaciones religiosas
En una entrevista concedida a la revista Rolling Stone, Stanley Kubrick comentó que «al más profundo nivel psicológico, el argumento de la película representa la búsqueda de Dios, postulando finalmente una definición de Dios poco menos que científica (...) La película gira alrededor de esta concepción metafísica[,] y el realismo de las herramientas y máquinas, así como los sentimientos que se documentan sobre todo lo que sucede, son necesarios para minar nuestra resistencia innata al concepto poético».

## Interpretaciones alegóricas
Muchos han visto en esta película no solo una historia literal sobre la aventura evolutiva y espacial del hombre, sino también una representación alegórica de los conceptos de la filosofía, la religión y la literatura.

### Alegoría de Nietzsche
En lo que se refiere al potencial del ser humano, el poema sinfónico de Richard Strauss, Así habló Zaratustra, hace referencia directa al tratado filosófico del alemán Friedrich Nietzsche, del mismo nombre. Nietzsche escribe que el ser humano es un puente entre el simio y el Superhombre. En un artículo del New York Times, Kubrick da credibilidad a las interpretaciones de la película 2001 basadas en el Zaratustra, al decir que «[e]l hombre es el eslabón perdido entre los simios primitivos y los seres humanos civilizados; en realidad, el hombre se encuentra en una condición muy inestable». 
Donald MacGregor analizó la película basándose en otra obra de Nietzsche: El nacimiento de la tragedia en el espíritu de la música. En ella, el filósofo hace referencia al conflicto humano entre las actitudes apolínea y dionisíaca. El lado apolíneo del ser humano es racional, científico, sobrio y autocontrolado. Nietzsche opina que una existencia puramente apolínea es problemática, puesto que debilita el lado instintivo. El ser apolíneo carece de sentido de la integridad, de la inmediatez y del placer primario. No es conveniente para una cultura ser totalmente apolínea ni totalmente dionisíaca. Mientras que, al comienzo de 2001, el mundo de los simios es dionisíaco, la parte del viaje a la Luna es completamente apolínea, y HAL es una entidad enteramente apolínea. La película de Kubrick se estrenó un año antes del Festival de Woodstock, algo completamente dionisíaco. MacGregor argumenta que, en su transformación, David Bowman recupera su lado dionisíaco.
El conflicto de la humanidad entre su Dioniso y su Apolo internos se ha utilizado como un prisma a través del cual se pueden ver otras muchas películas de Kubrick, en especial La naranja mecánica, Dr. Strangelove or: How I Learned to Stop Worrying and Love the Bomb, Lolita y Eyes Wide Shut.

### Alegoría de la concepción
2001 también se ha descrito como una alegoría de la concepción, nacimiento y muerte humanos. Esto puede apreciarse, por un lado, en los momentos finales de la película, que vienen definidos por el «Hijo de las Estrellas», un feto in utero que recurre a la obra de Lennart Nilsson. El Hijo de las Estrellas significa un «nuevo gran comienzo», y se le representa desnudo y desprendido, pero con los ojos completamente abiertos.
El periodista neozelandés Scott MacLeod encuentra paralelismos entre el trayecto de la nave espacial y el acto físico de la concepción. La nave espacial, alargada y con forma de bulbo, es un espermatozoide, y su destino, el planeta Júpiter (o el monolito orbitando cerca) es el óvulo. El encuentro entre ambos desencadena el crecimiento de una nueva raza de hombres: el «Hijo de las Estrellas». El interminable espectáculo pirotécnico del que David Bowman es testigo ha desconcertado a muchos críticos. MacLeod lo interpreta como un intento de Kubrick de describir el momento de la concepción, el momento en el cual el «Hijo de las Estrellas» se encarna.
Llevando la alegoría un paso más allá, MacLeod argumenta que la escena final, en la cual Bowman se ve a sí mismo envejecer a cámara rápida a través de una «curvatura espacio-temporal», en realidad le presenta como testigo del declive y la muerte de su propia especie. La eterna carrera del hombre está a punto de ser reemplazada por el «Niño de las Estrellas», concebido a partir del encuentro de la nave espacial con Júpiter. MacLeod ve también una ironía en el hecho de que el ser humano, como creador de HAL, se vea a punto de ser derrocado por su propia creación. Al destruir a HAL, el ser humano rechaza simbólicamente su papel como creador, y regresa del umbral de su propia destrucción.
De forma similar, el libro The Making of Kubrick's 2001, de Jerome Agel, propone una interpretación diferente: el Discovery One representa tanto un cuerpo (vertebrado) y una célula espermática, y Bowman es la «vida» que se aloja en el interior de la célula, que es su legado. En esta interpretación, Júpiter representa al mismo tiempo lo femenino y un óvulo.

### La triple alegoría de Wheat
En su libro Kubrick’s 2001: A Triple Allegory, Leonard F. Wheat propone una alegoría de tres niveles extremadamente compleja. Afirma que «[l]a mayoría de las […] confusiones (de la película) pueden resumirse en no reconocer que 2001 es una alegoría, es decir, una historia superficial cuyos personajes, eventos y demás elementos encierran simbólicamente una historia oculta (…) En el caso de 2001, la historia de la superficie consigue algo sin precedentes en el cine ni en la literatura: encarnar tres alegorías». Así, según Wheat, las tres alegorías son las siguientes:
1. El tratado filosófico de Nietzsche Así habló Zaratustra se hace presente con la inclusión de la pieza musical del mismo nombre compuesta por Richard Strauss. Wheat señala el pasaje de Zaratustra que describe a la humanidad como un funámbulo en equilibrio entre el simio y el Superhombre, y alega que la película, considerada como un todo, es una representación alegórica de esa imagen.
2. En el título de la película, se hace referencia al poema épico de Homero La Odisea. Por poner un ejemplo, Wheat señala que el nombre «Bowman» (arquero) puede referirse a Odiseo, ya que la historia de este último finaliza con una demostración de su destreza como arquero. También, abraza la teoría de algunos estudiosos anteriores en lo que se refiere a la conexión de la máquina HAL, con un solo ojo, con los Cíclopes, y remarca el hecho de que Bowman asesine a HAL insertando una pequeña llave, en la misma forma en que Odiseo ciega al Cíclope con una estaca.[16] Wheat alega que toda la película contiene referencias a casi todo lo que le sucede a Odiseo durante sus viajes. Por ejemplo, Wheat interpreta que las cuatro naves que orbitan la Tierra justo después de la secuencia de los simios representan a Hera, Atenea, Afrodita y Eris, protagonistas del Juicio de Paris, inicio de los eventos del ciclo épico de la Guerra de Troya, que finaliza en la Odisea de Homero.
3. La teoría de Arthur C. Clarke sobre la futura simbiosis hombre-máquina, que Kubrick amplía en lo que Wheat llama «un escenario paródico de tres saltos evolutivos»: del simio al hombre, un salto fallido del hombre a la máquina y, finalmente, el salto final y exitoso del hombre al «Hijo de las Estrellas».[16]

Wheat suele utilizar anagramas para probar sus teorías. Por ejemplo, sobre el nombre Heywood R. Floyd, escribe «[é]l sugiere Helena – Helena de Troya. Wood (madera) sugiere un caballo de madera (el Caballo de Troya). Y oy sugiere Troya». De las letras que sobran, sugiere que «Y es conjunción copulativa, y R, F y L están presentes en la palabra ReFLejar». Por fin, refiriéndose a la posibilidad de interpretar la D como desplome, Wheat concluye que el nombre de Floyd tiene un significado oculto: «Helena y el Caballo de Troya reflejan el desplome de Troya».

## El monolito
Al igual que muchos elementos de la película, el icónico monolito ha sido objeto de incontables interpretaciones religiosas, alquímicas, históricas y evolutivas. Hasta cierto punto, la propia manera en que aparece y se presenta permite al espectador proyectar sobre él cualquier idea relacionada con la película. El monolito parece representar e incluso desencadenar épicas transiciones en la historia de la evolución del ser humano, desde sus ancestros simios hasta convertirse en seres humanos civilizados, de ahí la odisea de la humanidad.
La biografía de Kubrick de Vincent LoBrutto menciona que, para algunos, la novela de Clarke es la clave para entender el monolito.: 310  Del mismo modo, Carolyn Geduld observa que «el monolito... viene muy bien explicado en el relato de Clarke», aunque más tarde afirma que ni siquiera la novela explica el final por completo.
El crítico de la revista Rolling Stone, Bob McClay, ve la película como una sinfonía de cuatro movimientos, su historia contada con «deliberado realismo». Carolyn Geduld cree que lo que «une estructuralmente los cuatro episodios de la película» es el monolito, sin duda su más grande e irresoluble enigma. Cada vez que aparece en pantalla el monolito, el hombre sobrepasa un nivel diferente de cognición unido a los segmentos primitivos, futuristas y místicos de la película: El análisis en la Rolling Stone de McClay menciona un paralelismo entre la primera aparición del monolito en la que la utilización de la herramienta se imparte a los simios y el fin de «otra evolución» en el cuarto y último encuentro con el monolito. Con un estilo similar, Tim Dirks finaliza su sinopsis diciendo: «La evolución cíclica del simio al hombre, al hombre del espacio, al superhombre capaz de volar hasta las estrellas está completa».
El monolito aparece cuatro veces en 2001: en la sabana africana, en la Luna, en el espacio orbitando cerca de Júpiter y cerca de la cama de Bowman antes de que se transformara. Después del primer encuentro con el monolito, vemos cómo el líder de los simios tiene un flashback momentáneo del mismo; tras esto, recoge un hueso y lo usa para machacar otros huesos. Su uso como arma permite a su tribu de simios defenderse de otras que ocupan el abrevadero y que no han aprendido a utilizar los huesos como armas. Después de esta victoria, el líder simio lanza su hueso por los aires. A continuación, la escena se desplaza hacia el arma que sigue orbitando cuatro millones de años más tarde, lo que implica el descubrimiento del hueso como un arma inaugural de la evolución humana; por consiguiente, el arma más avanzada que sigue orbitando 4 millones de años más tarde.
El primer y segundo encuentros de la humanidad con el monolito tienen elementos visuales en común; ambos son simios y, más tarde evolucionados en astronautas, tocan el monolito cautelosamente con las manos, y ambas secuencias concluyen con imágenes casi idénticas donde el Sol aparece directamente sobre el monolito (primero, con una luna creciente contigua a éste en el cielo, y segundo, con la Tierra creciente casi idéntica, en la misma posición). Ambos repiten la escena del principio de la película en la que el Sol, la Tierra y la Luna se alinean. El segundo encuentro también sugiere el desencadenante de la señal de radio del monolito a Júpiter por la presencia de los humanos, repitiendo la hipótesis de la historia “El centinela”, de Clarke, que dio origen a la película.
En el sentido narrativo más literal, como se observa paralelamente en la novela escrita, el monolito es una herramienta, un artefacto de una civilización alienígena. Aparece  en tamaños y lugares diferentes, pero siempre se atribuye a una vida inteligente más avanzada. Arthur C. Clarke lo ha denominado «la navaja suiza de los extraterrestres»; o, como Heywood Floyd especuló en 2010, «un emisario de una inteligencia más allá de la nuestra. Una forma de algún tipo de algo que no tiene forma».
El hecho de que la primera herramienta usada por los protohumanos sea un arma que sirve para matar es tan solo una de las cuestiones filosóficas y evolutivas que nos plantea la película. El vínculo entre la herramienta y nuestros días se hace mediante la famosa continuidad cinematográfica entre el hueso/herramienta que vuela por el aire y el arma que cae al suelo. En la época en que se estaba haciendo la película, la carrera espacial estaba en su apogeo, y el uso de la tecnología del espacio para la guerra y la destrucción se veía como un gran reto para el futuro.
Pero el uso de estas herramientas también permitió que la especie humana sobreviviera y floreciera durante los siguientes cuatro millones de años, punto en el que el monolito hace su segunda aparición, esta vez en la Luna. Tras una excavación, después de permanecer enterrado bajo la superficie lunar durante todo este tiempo, los humanos examinan el monolito por primera vez y este emite una poderosa señal de radio (el objetivo que adopta la misión Discovery I).
Leyendo a Clarke, o los comentarios de Kubrick, esta es la aparición más directa del monolito. Está "llamando a casa" para decir que, en efecto, "¡Están aquí!". Algunas especies que visitó hace mucho tiempo no solo han desarrollado inteligencia, sino que han desarrollado la inteligencia suficiente para alcanzar el viaje espacial. La humanidad ha dejado el nido, y está lista para el siguiente paso. Este es el punto de conexión con el anterior relato de Clarke, "El centinela", originalmente citado como la base de la película entera.
La tercera vez que aparece el monolito marca el inicio de la secuencia más críptica y psicodélica de la película. Las interpretaciones de las dos últimas apariciones del monolito son tan diversas como el público de la película. ¿Es un "portal a las estrellas", un direccionador o transportador gigante cósmico? ¿Todas estas visiones están rondando por la cabeza de Bowman? Y, ¿por qué acaba en la habitación de un hotel cósmico al final?
Según Michael Hollister, en su libro Hollyworld, el camino "más allá del infinito" se introduce por un alineamiento vertical de planetas y lunas con un monolito perpendicular que forma una cruz, como si el astronauta estuviera a punto de convertirse en un nuevo salvador. Bowman acaba sus días solo en una habitación neoclásica, iluminado brillantemente desde abajo, lo que evoca a la Ilustración, decorada con arte clásico.
A medida que la vida de Bowman pasa rápidamente en esta habitación neoclásica, el monolito hace su última aparición cuando está frente al pie de su cama, a medida que se acerca la muerte. Él levanta un dedo hacia el monolito, un gesto que alude a La creación de Adán, de Miguel Ángel, donde el monolito representa a Dios.
El monolito es el tema de la última línea de diálogo (pronunciada al final del segmento de la "Misión Júpiter"): «Su origen y su objetivo son todavía un completo misterio». Los críticos McClay y Roger Ebert han apuntado que el monolito es el principal elemento de misterio de la película. Ebert escribe: "La conmoción de los lados rectos del monolito y sus esquinas cuadradas entre las rocas erosionadas", y que describe a los simios dando vueltas cautelosamente, como presagiando al hombre al alcanzar "las estrellas". Patrick Webster sugiere que el final hace referencia a cómo la película debería ser vista como un todo y apunta que «la línea se relaciona no simplemente con el descubrimiento del monolito en la Luna, sino con nuestra comprensión de la película a la luz de las últimas preguntas que arroja sobre el misterio del Universo».
El crítico de cine de la web Rob Ager produjo un vídeo ensayo, Meaning of the Monolith Revealed (El significado del monolito revelado), que afirma que el monolito es la representación de Kubrick de la pantalla de cine en sí misma. Resumía su interpretación a Jeff Jensen, de Entertainment Weekly. El académico Dan Leberg se ha quejado de la influencia que la interpretación de Ager ha tenido en sus propias clases de estudio de cine.

## HAL
HAL 9000 ha sido comparado con el monstruo de Frankenstein.
HAL es una inteligencia artificial, una forma de vida consciente y sintética. Según John Thurman, su mera existencia es una abominación, al igual que la de la criatura de Frankenstein. “Aunque tal vez no sea abiertamente monstruoso, el verdadero carácter de HAL se da a entender por su ‘deformidad’ física. Al igual que un Cíclope, solo tiene un ojo, ejemplos de lo que está instalado por toda la nave. El punto de vista panorámico deformado del ojo se muestra en varias ocasiones - sobre todo en los dibujos de astronautas hibernando (y después HAL los matará a todos)”.
Kubrick subraya la conexión con Frankestein a través de una escena que reproduce virtualmente el estilo y el contenido de una escena de Frankenstein, de James Whale, de 1931. La escena en la que el monstruo se muestra por primera vez suelto se presta a representar el primer asesinato de HAL de un miembro de la tripulación de Discovery One - la vaina vacía, bajo el control de HAL, extiende sus brazos y sus “manos”, y “se abalanza contra  el astronauta Poole. En cualquier caso, esta es la primera vez que se ve como tal la genuina naturaleza insufrible del “monstruo” y que tan solo aparece en una parte de la película.
Clarke sugirió en entrevistas, en su novela original y en un borrador del guion de rodaje que las órdenes de HAL de mentirles a los astronautas lo volvieron “loco” (más concretamente, al ocultar la verdadera naturaleza de la misión). La novela sí incluye la frase “[HAL] Había estado viviendo una mentira” - una difícil situación para una entidad programada para ser tan fiable como sea posible. O tan conveniente, dada su programación de "solo ganar el 50% de las veces" en el ajedrez, para que los astronautas humanos se sientan competitivos. Al afirmar que HAL está atrapado en una "Banda de Möbius de retroalimentación", Clarke también nos explica todos los efectos adversos de que HAL acate órdenes de mentir en términos informáticos y psicológicos.
Mientras que la película permanece ambigua, uno puede ver evidencias en la película que desde el momento en que HAL fue instruido para engañar/embaucar a los astronautas en cuanto a la verdadera naturaleza de su misión y ese engaño abre la caja de Pandora de posibilidades. Durante una partida de ajedrez, HAL explica erróneamente qué jugada debería hacerse (usando un híbrido de la notación algebraica tradicional del ajedrez) y cuántas jugadas le llevarán a hacerle un mate (dando por hecho una jugada aparentemente forzada)[39] Se considera que Frank Poole pronunciaba sus jugadas para sí mismo durante la partida y más tarde se reveló que HAL podía leer los labios. La conversación de HAL con Dave Bowman justo antes del error de diagnóstico de la unidad AE-35 que comunica con la Tierra es casi una pregunta paranoica y una ronda de respuestas (“Seguramente uno no podía desconocer las extrañas historias que circulan… los rumores sobre algo que están desenterrando en la luna...”) en la que HAL bordea muy cerca la cuestión fundamental sobre que él está ocultando información. Cuando Dave declara que “Estás trabajando en un informe psicológico de la tripulación”, HAL se toma unos segundos para responder afirmativamente. Inmediatamente después de esta conversación, se equivoca al diagnosticar la unidad de antena. HAL ha sido introducido en el único y extraño concepto de deshonestidad humana. No tiene un conocimiento suficiente de capas de los motivos humanos para poder comprender la necesidad de este acto y al caminar con dificultad a través de la maraña de complicaciones engañosas, cae presa de un error humano.
La próxima película de 2010 elabora más allá la explicación de Clarke de la avería de HAL. Mientras HAL estaba bajo órdenes de negar la verdadera misión al equipo, lo programaron a un alto nivel para ser completamente exacto e infalible. Este conflicto entre dos directivos importantes le dejó tomar medidas para prevenir que Bowman y Poole se enteraran del engaño. Tras el asesinato de Poole, los otros fueron eliminados para deshacerse de cualquier testigo de su fracaso en completar la misión.
Un aspecto interesante del aprieto de HAL del que Roger Ebert se percató es que HAL, como el supuestamente ordenador perfecto, en realidad se comporta de la manera más humana de todos los personajes.
Ha alcanzado niveles de inteligencia humanos y parece haber desarrollado rasgos humanos de paranoia, celos y otras emociones. Por el contrario, los personajes humanos actúan como máquinas, haciendo sus tareas de manera mecánica y con sangre fría, ya sean tareas rutinarias como hacer funcionar su embarcación o sean bajo coacción extrema como en el caso de Dave al tener que seguir el asesinato de Frank a manos de HAL. Por ejemplo, Frank Poole mira una transmisión de un cumpleaños de sus padres con lo que parece ser una total apatía.

## La naturaleza militar de los satélites en órbita
Stanley Kubrick pensó en un primer momento que cuando la película hace su famosa continuidad cinematográfica desde el arma de hueso prehistórica al satélite en órbita, el narrador en voz en off hablara sobre el estancamiento nuclear que podría considerar a este y a los otros tres satélites que aparecen en pantalla como armas nucleares en el espacio. Además, Kubrick planeaba que al final de la película el Hijo de las Estrellas detonase las armas. Con el tiempo, Kubrick pensó que esto crearía demasiadas asociaciones con su anterior película Dr. Strangelove y decidió no hacer tan obvio que eran «máquinas de la guerra».  Kubrick también se enfrentó al hecho de que durante la producción de la película, los EE. UU. y la Unión Soviética acordaron no poner ningún tipo de arma nuclear en el espacio tras haber firmado el Tratado del espacio exterior.
En un libro que escribió con la ayuda y la autorización de Kubrick, Alexander Walker afirma que Kubrick finalmente decidió que el papel de las bombas como armas nucleares «no tenía ningún sentido en el desarrollo temático de la película», habiendo pasado a ser «»una cortina de humo en órbita» que «solo habría planteado preguntas irrelevantes para sugerir esto como una realidad del siglo XXI».
En el documental de la televisión canadiense 2001 y más allá, Clarke afirmó que el propósito militar de los satélites no solo «no se explica en la película, ni hay necesidad de ello» sino que más avanzado el documental dice que «Stanley no quería tener nada que ver con bombas después de Dr. Strangelove».
En 1968 en una entrevista del New York Times, Kubrick se limitó a referirse a los satélites como «naves espaciales«, al igual que el entrevistador, pero observó que la continuidad cinematográfica desde el hueso hasta la nave muestra que evolucionaron a partir del «hueso como arma», y apunta: «Es simplemente un hecho observable que toda la tecnología del hombre surgió a partir del descubrimiento de la herramienta como arma».
En la película nada llama la atención sobre el propósito de los satélites. James John Griffith añadió en una nota a pie página de su libro Adaptaciones de Libros Como Imitaciones: Películas de Novelas: «Me pregunto, por ejemplo, cómo varios críticos, al comentar la continuidad cinematográfica que une la prehistoria y el futuro de la humanidad, pueden identificar el satélite como un arma nuclear, sin hacer referencia a novela de Clarke».
Arthur C. Clarke, en el documental de televisión 2001: la fabricación de un mito, describe de la siguiente manera la secuencia entre el hueso y el satélite en la película: «El hueso se eleva y se convierte en lo que se supone que es una bomba espacial en órbita, un arma en el espacio. Bueno, eso no está claro, solo asumimos que es algún tipo de vehículo espacial en un salto de montaje que cubre tres millones de años». El ex asistente de investigación de la NASA, Steven Pietrobon, declaró: «La nave orbital que se ve cuando damos el salto desde “El Amanecer del Hombre” hasta la época contemporánea se supone que son las plataformas de armas que llevan los dispositivos nucleares, aunque la película no lo aclara».
La gran mayoría de los críticos de cine, incluido el experto Michel Clement del famoso Kubrick, interpretó a los satélites como naves espaciales corrientes/ordinarias (quizá destinadas a la Luna).
Algunos espectadores (y algunos científicos espaciales) siguen pensando que los satélites son armas nucleares. Debido a su aspecto, hay declaraciones de miembros del personal de producción que todavía se refiere a ellas como armas. En su libro Stanley Kubrick, director, Walker apuntó que aunque las bombas no encajan ya con el tema que interesaba a Kubrick, «a partir de las marcas nacionales todavía visibles en la primera y segunda naves espaciales que vemos, podemos suponer que son bombas rusas y estadounidenses».

Asimismo, en un ensayo posterior, Walker declaró que dos de las naves espaciales que fueron vistas rodeando a la Tierra debían ser armas nucleares, después de afirmar que las primeras escenas de la película "implican" un empate nuclear. Pietrobon, un asesor de 2001 hablando sobre el decorado de la película en la página web Starship Modeler, vio pequeños detalles en los satélites como la insignia de la Fuerza Aérea y algunos "cañones".
En la película, la insignia de la Fuerza Aérea de los Estados Unidos, y la insignia de las banderas de  China y Alemania (incluso lo que parece ser una Cruz de Hierro) se pueden ver en tres de los satélites, que corresponden a tres de los países de origen de las bombas establecidos en el primer borrador del guion ampliamente divulgado.

El personal de producción que sigue refiriéndose a estos como las "bombas" (además de Clarke) incluido el diseñador de producción Harry Lange (anteriormente ilustrador de industria espacial), que desde el estreno de la película ha mostrado sus bocetos originales de toda la nave espacial a Simon Atkinson, que a primera vista cree ver "bombas en órbita".
Fred Ordway, consultor científico de la película, envió un memorándum a Kubrick tras el estreno de la película sugiriendo algunos cambios, en general se quejaba de la falta de narración y la reducción de escenas. Una entrada dice: "Sin previo aviso, saltamos [la escena de] las bombas en órbita hasta un relato introductorio y corto, lo cual está omitido en la versión actual".
Algunos miembros del personal de producción ayudaron en la redacción del libro de Jerome Agel de 1970 sobre la realización de la película, en la que los subtítulos describen los objetos como "satélites en órbita equipados con armas nucleares". En los comentarios de audio del DVD, el actor Gary Lockwood (el astronauta Frank Poole) dice que el primer satélite es un misil armado, que hace de la famosa continuidad cinematográfica del hueso al satélite una "relación de arma a arma". Varias críticas recientes de la película sobre todo del lanzamiento del DVD hacen referencia a los satélites armados, tal vez influenciados por los comentarios de audio de Gary Lockwood.
Varios trabajos publicados por científicos sobre el tema de la exploración del espacio o de las armas espaciales discuten tangencialmente 2001: Odisea en el espacio y suponen que, al menos, algunos de los satélites en órbita son armas espaciales. De hecho, los detalles elaborados con la contribución de expertos en la industria espacial, como Pietrobon que se refiere a la estructura en el primer satélite como una “torre de mando”, coinciden con el boceto del concepto original dibujado para la plataforma de la bomba nuclear. Los modelistas los marcan de maneras diversas. Por un lado, la exposición 2001 (realizada en ese año) en el Tech Museum de San José y ahora en línea (para suscribirse) hacía referencia simplemente a “satélites”, mientras que una exposición especial de modelado en la sala de exposiciones en el Porte de Versailles de París que también se celebró en 2001, llamada 2001 l'odyssée des maquettes (2001: Odisea de maquetas), describió abiertamente sus reconstrucciones del primer satélite como el “ Plataforma de Armas en Órbita de EEUU”. Algunos fabricantes de maquetas espaciales o constructores amateurs de maquetas hacen referencia a estos entes como bombas.
La percepción de que los satélites son bombas continúa en la mente de algunos pero, por supuesto, no en la mente todos los comentaristas en la película. Esto podría afectar a la interpretación de la película en conjunto. El afamado experto sobre Kubrick, Michel Ciment, cuando trata la actitud de Kubrick hacia la agresión e instinto humanos, observa que “el hueso que el simio (ahora convertido en hombre) lanza al aire se transforma al otro extremo de la civilización, en una de las características elipsis abruptas propias del director, en una nave espacial en su viaje hacia la luna.” A diferencia de la interpretación de Ciment de un salto a “otro extremo tranquilo de la civilización”, el novelista de ciencia ficción Robert Sawyer afirma, en el documental canadiense 2001 and Beyond, que lo ve como un corte de un hueso a una plataforma de armas nucleares, y explica que “lo que vemos no es cuánto hemos avanzado, lo que vemos es que hoy, '2001', y hace cuatro millones años en el altiplano sudafricano, son exactamente iguales – el poder de la humanidad es el poder de sus armas. Es una continuación, no una discontinuidad en ese salto.”
Kubrick, muy reacio a dar alguna explicación por su trabajo, nunca declaró públicamente las funciones previstas de los satélites en órbita, en su lugar prefirió dejar al público suponer cuál puede ser su finalidad.